# 廣瀬友祐
廣瀬 友祐（ひろせ ゆうすけ、1985年10月14日 - ）は、日本の俳優。東京都出身。旧芸名は広瀬 友祐。

## 略歴
2018年2月13日からフリー、芸名を「廣瀬友祐」に改めた。現在の所属事務所は シンコーミュージック・エンタテイメント。
2023年8月20日、元宝塚歌劇団宙組トップ娘役の実咲凜音と結婚したことを発表した。

## 出演作品

### 舞台
- ミュージカル テニスの王子様 - 石田銀（Aキャスト） 役
  - The Treasure Match 四天宝寺 feat. 氷帝（2008年12月 - 2009年1月）
  - Dream Live 6th（2009年5月）
  - The Final Match 立海  feat. 四天宝寺（2008年12月 - 2009年1月）
  - Dream Live 7th（2010年5月）
- 「マグダラなマリア」〜マリアさんは二度くらい死ぬ！オリエンタルサンシャイン急行殺人事件〜（2009年11月） - グスタフ 役
  - マリア・マグダレーナ来日特別公演「マグダライブ!!」（2012年6月18日 - 20日）
  - 「マグダライブ!!」（2013年6月29日 - 30日）
- AND ENDLESS 「ガーネットオペラ」（2010年3月） - 武田勝頼 役
- 花咲ける青少年 - ユージィン・アレキサンドル・ド・ヴォルカン 役
  - ルドビコ★plus+ vol.1 異空間ステージ 花咲ける青少年 〜The Budding Beauty〜（2010年9月 - 10月）
  - ルドビコ★plus+ vol.2 異空間ステージ 花咲ける青少年 〜The Budding Beauty in The Oriental Blue Wind〜（2011年2月）
  - ルドビコ★plus+ 異空間ステージ 花咲ける青少年 〜The Blooming Princess Special Event〜（2011年11月）
  - ルドビコ★plus+ vol.3-4 異空間ステージ 花咲ける青少年 ファイナル 〜The Blooming Princess〜（2012年1月）
- Be With プロデュース VOL.16 Neo Shakespeare <ROMEO×JULIET 〜legend of painful heart >（2011年3月） - 主演：ロミオ 役
- スーパーミュージカル「聖闘士星矢」（2011年7月） - フェニックス一輝 役
  - スーパーミュージカル「聖闘士星矢」再公演（2011年12月22日 - 25日、天王洲銀河劇場）
- AND ENDLESS 15th Anniversary Special Program vol.2 「美しの水」-White Blue Red Purple-（2011年8月 - 9月） - 平維盛 役
- 舞台 「戦国BASARA」 - 徳川家康 役
  - 戦国BASARA3（2011年10月14日 - 16日、大阪:シアターBRAVA!/10月23日 - 30日 東京:シアターGロッソ）　※主演
  - 戦国BASARA2（2012年5月11日 - 15日、東京:ル テアトル銀座/5月19日 - 20日、大阪:シアターBRAVA!/6月2日 - 3日、名古屋:中日劇場）
  - 戦国BASARA3－瀬戸内響嵐－（2012年11月2日 - 11日、東京:東京ドームシティホール/11月16日 - 18日、大阪:シアターBRAVA!）
  - 戦国BASARA3 宴（2013年4月26日 - 28日、福岡:キャナルシティ劇場/5月2日 - 4日、名古屋:中日劇場/5月10日 - 19日、東京:日本青年館大ホール/5月23日 - 26日、大阪:森ノ宮ピロティホール）
  - 舞台「戦国BASARA」武将祭2013（2013年7月13日・14日、有明コロシアム）
  - 戦国BASARA -咎狂わし絆-（2014年4月25日 - 5月6日、東京:EX THEATER ROPPONGI/5月10日 - 11日、名古屋:中日劇場/5月15日 - 18日 大阪:シアターBRAVA!）
  - 戦国BASARA4（2014年10月31日 - 11月9日、東京:東京ドームシティホール/11月22日 - 24日、福岡:キャナルシティ劇場/11月27日 - 30日、大阪:森ノ宮ピロティホール/12月5日 - 7日、名古屋:中日劇場）
- ニコニコミュージカル「源氏物語」（2011年11月） - 藤原氏 役
- Office ENDLESS Produce 「RE-INCARNATION」 - 夏侯惇元譲 役
  - Office ENDLESS Produce vol.9「RE-INCARNATION」（2012年2月10日- 19日、全労済ホール スペース・ゼロ）
  - Office ENDLESS Produce vol.12「RE-INCARNATION」再演（2013年8月15日 - 22日、全労済ホール スペース・ゼロ）
  - Office ENDLESS Produce vol.12「RE-INCARNATION」-RE-BIRTH-（2013年9月12日 - 16日、シアター1010）
  - Office ENDLESS Produce vol.15「RE-INCARNATION」 RE-VIVAL（2014年12月19日 - 29日、全労済ホール スペース・ゼロ/2015年1月10日 - 11日、サンケイホールブリーゼ）
  - 「RE-INCARNATION」RE-COLLECT（2018年12月20日 - 27日、全労済ホール スペース・ゼロ）
- 「Dream-ドリーム-」（2012年7月11日 - 30日、恵比寿エコー劇場） - 主演
- 「マクロス ザ・ミュージカルチャー」（2012年10月3日 - 8日）- ヴィーゴ・ウォルグリア 役
- 舞台「阿修羅のごとく」（2013年1月11日 - 29日、東京:ル テアトル銀座/1月31日 - 2月3日、大阪:森ノ宮ピロティホール/2月9日 - 10日、愛知:名鉄ホール）- 陣内英光 役
- ブロードウェイミュージカル「メリリー・ウィー・ロール・アロング〜それでも僕らは前へ進む〜」（2013年11月1日 - 17日、東京:銀河劇場/12月6日 - 8日、大阪:シアター・ドラマシティ）- ジョー 役
- Reading Live Theater 「こゝろ」（2013年12月18日 - 23日、全労済ホール スペース・ゼロ）- Rouge（ルージュ）　役
- 舞台「俺たちの明日」（2014年1月10日 - 19日、紀伊國屋ホール）- 横倉貴史 役
- 「REVELATION GARDEN-スパルタクスの反乱-」（2014年2月22日 - 3月2日、サンシャイン劇場）- 主演
- ミュージカル「黒執事」地に燃えるリコリス - チャールズ・フィップス 役
  - ミュージカル「黒執事」地に燃えるリコリス（2014年9月5日 - 23日、六本木ブルーシアター/10月2日 - 5日、梅田芸術劇場シアター・ドラマシティ）
  - ミュージカル「黒執事」地に燃えるリコリス 2015（2015年11月7日 - 10日、梅田芸術劇場・メインホール/11月14日 - 15日、名取市文化会館大ホール/11月21日 - 29日、赤坂ACTシアター/12月4日 - 6日、キャナルシティ劇場）
  - ミュージカル「黒執事」地に燃えるリコリス 2015 海外公演（2015年12月11日 - 13日、上海:芸海劇院/12月18日 - 20日、北京:展覧館劇場、12月25日-27日、深圳:保利劇院）
- 舞台「ふしぎ遊戯」（2015年3月19日 - 29日、品川プリンスホテル クラブeX）- 軫宿 役
- エリザベート（2015年6月13日 - 8月26日、帝国劇場）- シュテファン 役

- ミュージカル「1789 -バスティーユの恋人たち-」（2016年4月9日 - 5月15日、帝国劇場/5月21日 - 6月5日、梅田芸術劇場メインホール） - フェルゼン 役
- エリザベート（2016年6月28日 - 7月26日、帝国劇場/8月6日 - 9月4日、博多座/10月8日 - 23日、中日劇場）- シュテファン 役

- TipTapオリジナルミュージカル「Play a Life」（2016年11月16日 - 21日、すみだパークスタジオ倉）- 青猫チーム
- ミュージカル「ロミオ&ジュリエット」（2017年1月15日 - 2月14日、赤坂ACTシアター / 2月22日 - 3月5日、梅田芸術劇場メインホール）- ティボルト 役
- ミュージカル「グレート・ギャツビー」（2017年5月8日 - 29日、日生劇場 / 6月3日 - 15日、中日劇場 / 7月4日 - 16日、梅田芸術劇場メインホール / 7月20日 - 25日 博多座） - トム・ブキャナン 役[4]
- ミュージカル「パジャマゲーム」（2017年9月25日 - 10月15日、日本青年館ホール / 10月19日 - 29日、梅田芸術劇場シアター・ドラマシティ）- チャーリー 役
- ミュージカル「屋根の上のヴァイオリン弾き」（2017年12月5日 - 29日、日生劇場 / 2018年1月3日 - 8日、梅田芸術劇場メインホール / 1月13日 - 14日、静岡市清水文化会館 / 1月19日 - 1月21日、愛知県芸術劇場大ホール / 1月24日 - 28日、博多座 / 2月10日 - 12日、ウェスタ川越大ホール）- パーチック 役
- ミュージカル「1789 -バスティーユの恋人たち-」（2018年4月9日 - 5月12日、帝国劇場 / 6月2日 - 25日、大阪・新歌舞伎座 / 7月3日 - 30日、博多座）- フェルゼン 役
- 浪漫活劇「るろうに剣心」（2018年10月11日 - 11月 7日、新橋演舞場 / 2018年11月15日 - 24日、大阪松竹座）- 斎藤一 役
- ミュージカル「ロミオ&ジュリエット」（2019年2月23日 - 3月10日、東京国際フォーラム ホールC / 3月22日 - 24日、刈谷市総合文化センター 大ホール / 3月30日 - 4月14日、梅田芸術劇場 メインホール）- ティボルト 役
- ミュージカル「ファントム」（2019年11月10日 - 12月1日、TBS赤坂ACTシアター / 12月7日 - 16日、梅田芸術劇場メインホール）- フィリップ・シャンドン伯爵 役
- ブロードウェイ・ミュージカル「ウェスト・サイド・ストーリー」Season2（2020年2月1日 - 3月10日、IHI ステージアラウンド東京）- ベルナルド 役　*2月28日 - 3月10日公演中止
- ミュージカル「モダン・ミリー」（2020年4月7日 - 26日、シアタークリエ / 4月29日 - 5月1日、御園座/5月4日 - 6日、新歌舞伎座 / 5月13日、大分 iichiko総合文化センター iichikoグランシアタ / 5月16日 - 17日、佐賀市文化会館）- トレヴァー・グレイドン 役　*全公演中止
- ミュージカル「フラッシュダンス」（2020年9月12日 - 9月26日、日本青年館ホール / 10月3日 - 4日、日本特殊陶業市民会館ビレッジホール / 10月8日 - 11日、梅田芸術劇場シアター・ドラマシティ）- ニック・ハーレイ 役
- ミュージカル「IF/THEN」（2021年1月8日 - 2月1日、シアタークリエ / 2月4日 - 5日、日本特殊陶業市民会館ビレッジホール / 2月11日 - 14日、梅田芸術劇場シアター・ドラマシティ）- ジョッシュ 役　*全公演中止
- FICTIONAL STAGE「亡国のワルツ」（2021年4月16日 - 29日、あうるすぽっと） - 主演：タナカ 役[5] *4月28日 - 29日 公演中止　4月29日昼夜 無観客上演ライブ配信
- ブロードウェイ・ミュージカル「エニシング・ゴーズ」（8月1日 - 29日、明治座 / 9月4日 - 9月12日、御園座 / 9月17日 - 9月26日、新歌舞伎座 / 9月30日 - 10月5日、博多座） - イブリン・オークリー卿 役　*8月1日 - 8月9日の11公演及び8月11日 - 8月21日の夜5公演が中止（7月26日発表）、8月19日昼公演中止（8月19日発表）、8月20日 - 24日の5公演中止（8月19日発表）、8月25日 - 29日の7公演中止（8月23日発表）、愛知公演中止（8月25日発表）、大阪公演中止（9月10日発表）、福岡公演中止（9月17日発表）　*上演されたのは明治座の7公演のみ
- ミュージカル「イントゥ・ザ・ウッズ」（2022年1月11日 - 31日、日生劇場 / 2月6日 - 13日、神田芸術劇場メインホール) - 王子 役
- 音楽劇「クラウディア」 Produced by 地球ゴージャス　(2022年7月4日 - 2022年7月24日、東京建物 Brillia HALL/2022年7月29日 - 2022年7月31日、森ノ宮ピロティホール）毘子蔵 役  *7月14日 - 7月22日 公演中止
- ミュージカル「モダン・ミリー」（2022年9月7日 - 26日、シアタークリエ / 10月1日 - 10月2日、新歌舞伎座）- トレヴァー・グレイドン 役　*9月10日 - 9月12日 公演中止
- ミュージカル「東京ラブストーリー」（2022年11月27日 - 12月18日、東京建物 Brillia HALL / 12月23日 - 25日、梅田芸術劇場シアター・ドラマシティ / 2023年1月14日、刈谷市総合文化センターアイリス 大ホール / 1月21日 - 22日、広島JMSアステールプラザ大ホール) - 三上健一 役[6]
- ミュージカル「太平洋序曲」 (2023年3月8日 - 3月29日、日生劇場 / 4月8日 - 4月16日、梅田芸術劇場メインホール) - 香山弥左衛門 役
- PARCO劇場開場50周年記念シリーズ「ラヴ・レターズ」～2023 Spring Special～（2023年4月23日、PARCO劇場） - アンディー 役
- ミュージカル「マギ」-バルバッド狂騒曲-（2023年6月9日 - 18日、品川プリンスホテル ステラボール / 24日 - 25日、森ノ宮ピロティホール）- シンドバッド 役[7]
- リーディングシアター『アドレナリンの夜』（2023年9月25日、東京建物 Brillia HALL）[8][9]
- ミュージカル『スリル・ミー』 (2023年9月7日 - 2023年10月3日、東京芸術劇場 シアターウエスト / 10月7日 - 10月9日、大阪サンケイホールブリーゼ / 10月11日 - 10月12日、キャナルシティ劇場 / 10月14日 - 10月15日、ウィンクあいち 大ホール / 10月21日 - 10月22日、高崎芸術劇場 スタジオシアター）- 彼役
- ミュージカル『天使にラブ・ソングを～シスター・アクト～』（2023年11月5日 - 11月29日、東急シアターオーブ / 12月6日 - 12月10日、梅田芸術劇場メインホール / 12月23日 - 24日、静岡市清水文化会館マリナート） - エディ役（石井一孝とダブルキャスト）
- ミュージカル『ジョジョの奇妙な冒険 ファントムブラッド』（2024年2月6日 - 28日、帝国劇場 / 3月26日 - 30日、札幌文化芸術劇場 hitaru / 4月9日 - 14日、兵庫県立芸術文化センター KOBELCO 大ホール） - ウィル・Ａ・ツェペリ 役（東山義久とダブルキャスト） *2月6日 - 2月11日 公演中止[10][11]
- ソングサイクル・ミュージカル『雨が止まない世界なら in 2024』（2024年4月6日、大手町三井ホール）[12]
- ミュージカル「モダン・ミリー」（2024年7月10日 - 28日、シアタークリエ / 8月3日 - 8月4日、新歌舞伎座 / 8月11日、Nittera日本特殊陶業市民会館ビレッジホール / 8月16日 - 18日、博多座 / 8月24日 - 25日、昭和女子大学人見記念講堂）- トレヴァー・グレイドン 役
- DisGOONie Presents Vol.14 reading mindfulness『chill moratorium』チルモラトリアム（2024年9月14日 - 23日、シアターH / 9月27日 - 29日、COOL JAPAN PARK OSAKA TTホール）[13]
- ミュージカル『Bye Bye My Last Cut』（2024年11月1日 - 5日、Mixalive TOKYO Theater Mixa） - 主演[14]
- ミュージカル『ワイルド・グレイ』（2025年1月8日 - 26日、新国立劇場 小劇場 / 2月8日、ウィンクあいち 大ホール / 2月14日 - 16日、森ノ宮ピロティホール / 2月22日、高崎芸術劇場 スタジオシアター） - オスカー・ワイルド 役[15]
- 彩の国シェイクスピア・シリーズ2nd Vol.2『マクベス』（2025年5月8日 - 25日、彩の国さいたま芸術劇場 大ホール / 5月30日 - 6月1日、仙台銀行ホール イズミティ21 大ホール / 6月6日 - 6月8日、刈谷市総合文化センター アイリス 大ホール / 6月12日 - 14日、広島文化学園HBGホール / 6月20日 - 6月22日、福岡市民ホール 大ホール / 6月26日 - 6月30日、梅田芸術劇場シアター・ドラマシティ） - マクダフ 役[16]
- DisGOONie Presents Vol.15 舞台『恋ひ付喪神ひら』（2025年6月9日〈予定〉、シアターH）[17][18]
- ミュージカル『えんとつ町のプペル』（2025年8月9日 - 30日、KAAT神奈川芸術劇場） - 主演：プペル / ブルーノ 役

- ミュージカル『マタ・ハリ』（2025年10月、東京建物 Brillia HALL / 10月、梅田芸術劇場 メインホール / 11月、博多座） - ラドゥー 役[20]

### 映画
- タクミくんシリーズ4 Pure〜ピュア〜（2010年） - 相楽貴博 役
- 行け!男子高校演劇部（2011年） - 新田 役
- 「幕末奇譚 SHINSEN5 〜剣豪降臨〜」（2013年） - 原田左之助 役

### テレビドラマ
- 土曜ワイド劇場「棘の街」（2011年6月18日、朝日放送）
- BS時代劇 大岡越前 第7シリーズ 第7話 - 第8話「享保の陰謀」（2024年8月4日 - 8月11日、NHK BS）- 道太郎 役

### インターネット
- mmmm☆エクスタシー（2011年7月24日 - 、ニコニコ生放送）
- 【ニコニコ動画　スターちゃんねる】
  - 『生男ch[注釈 1]』　※有料配信中
    - 第7回放送（2010年9月24日）
    - 第21回放送（2011年1月21日）
    - 第30回放送（2011年4月1日）
    - 第76回放送（2012年1月5日）
    - 第103回放送（2012年6月24日）
    - 第163回放送（2013年12月22日）
- STAGE DOOR[注釈 2]（2016年11月26日、ニコニコ生放送）

### CD
- Demo Single『Present for you / 言ノ葉』
- 1st Maxi Single『Present for you』
- 1st.Mini Album『煌 -FAN-』
- 2nd Single『夜明けのカリヨン』
- 2nd Mini Album『THEATER H』
- 3rd Mini Album『cherisH』
- 4th Mini Album『refresH』
- デジタル配信シングル 第一弾『真夏のレクイエム』
- デジタル配信シングル 第二弾『ニセモノ』
- デジタル配信シングル 第三弾『ルナ』

### DVD
- 『SECOND ONE MAN LIVE きみへ』

### LIVE
- 年初め!!センスアップ祭2016（2016年1月8日、赤坂BLITZ）
- FIRST ONEMAN LIVE 2016（2016年1月31日、渋谷TAKE OFF 7）
- SECOND ONEMAN LIVE 2016 “きみへ”（2016年7月31日、渋谷TAKE OFF 7）
- OneMAN LIVE 〜Deep breath〜 prologue（2017年3月11日、Encore Shibuya）
- ONEMAN LIVE tour 2017～Deep breath～（2017年7月26日、SQUARE GARDEN/7月27日、心斎橋 AtlantiQs/7月28日、MUSICBAR BOB/7月29日、下北沢知空知/7月30日、横浜O-Site）
- Live 2019 ～THEATER H～（2019年4月25日 - 26日、白金高輪 SELENE b2
- Live tour 2020 〜cherisH〜（2020年1月4日、大須 ell.FITSALL/1月5日、心斎橋 JANUS/1月10日、渋谷 Mt.RAINIER HALL）

### ラジオドラマ
- 青春アドベンチャー（NHK-FM）
  - 「海の綺士団 -Umi no kishidan-」（2025年4月・全15回） - ダニエーレ[21]